# Silnik spalinowy

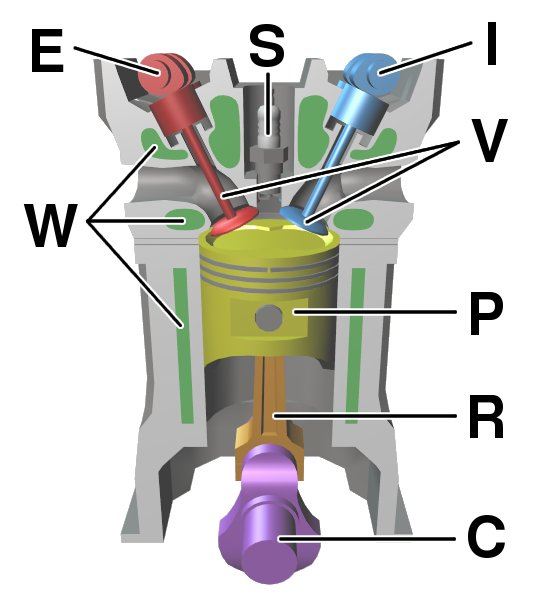
Schemat cylindra (silnik czterosuwowy): C – wał korbowy, E – wydechowy wałek rozrządu, I – wałek rozrządu ssania, P – tłok, R – korbowód, S – świeca zapłonowa, V – zawory silnikowe (czerwony – wylot, niebieski – wlot), W – chłodzący płaszcz wodny, szara struktura – blok silnika.

Silnik spalinowy – silnik wykorzystujący sprężanie i rozprężanie czynnika termodynamicznego (gazu) do wytworzenia momentu obrotowego lub siły. Sprężany jest gaz „zimny”, a rozprężany – „gorący”. Do sprężenia gazu zimnego zużywana jest mniejsza ilość energii mechanicznej niż uzyskuje się z rozprężania. Z tego powodu energia uzyskana z rozprężania zużywana jest do sprężania gazu i do napędu dowolnej maszyny. Gorący gaz uzyskuje się w wyniku spalenia paliwa, stąd nazwa: silnik spalinowy.

## Zasada działania
Czynnik „zimny”, często powietrze zassane z otoczenia, jest sprężane, a w wyniku sprężania rośnie jego ciśnienie i temperatura. Sprężony gaz ogrzewany jest poprzez spalanie paliwa do stosunkowo wysokiej temperatury. „Gorący” gaz rozprężany jest w cylindrze z ruchomym tłokiem lub turbinie. Uzyskana z rozprężania gorącego gazu energia mechaniczna wystarcza na pokrycie zapotrzebowania energii do sprężenia gazu „zimnego” i do napędu dowolnej maszyny.
Sprężanie i rozprężanie gazu może odbywać się zarówno w maszynach przepływowych, jak i tłokowych. Jeśli wykorzystujemy maszyny przepływowe mamy do czynienia z silnikiem turbinowym, składającym się z osobnych elementów: sprężarki, komory spalania i turbiny. Jeśli silnikiem naszym jest maszyna tłokowa, to proces sprężania, spalania paliwa i rozprężania gorącego czynnika odbywa się cyklicznie w jednej przestrzeni ograniczonej tłokiem, głowicą i ściankami cylindra (silnik tłokowy).

## Rodzaje silników spalinowych
Istnieje kilka podziałów silników spalinowych, według różnych kryteriów. Poszczególne konkretne silniki zazwyczaj daje się sklasyfikować w kilku z tak powstałych klasyfikacji.

Silnik czterosuwowy o zapłonie iskrowym – zasada działania

Ze względu na sposób spalania można wyróżnić:
- silnik spalania otwartego – substancja (czynnik roboczy) może mieć stan gazowy o niezmienionym składzie; silnik gazowy o zewnętrznym spalaniu (zewnętrzne źródło ciepła); np. silnik Stirlinga,
- silnik spalania zamkniętego – substancja (czynnik roboczy) może mieć stan gazowy o zmiennym składzie; silnik spalinowy lub silnik gazowy o wewnętrznym źródle ciepła (wewnętrzne spalanie).

Ze względu na ciśnienie w kolektorze ssącym silnika, można wyróżnić:
- silniki wolnossące (niedoładowane),
- silniki doładowane, które ze względu na ciśnienie w kolektorze ssącym dzieli się na:
  - silniki niskodoładowane (nadciśnienie 0–0,5 bara),
  - silniki średniodoładowane (nadciśnienie 0,5–1 bara),
  - silniki wysokodoładowane (nadciśnienie powyżej 1 bara).

Ze względu na czynnik roboczy (gaz o stałym, jak i zmiennym składzie lub substancja zmieniająca stan skupienia z ciekłego na gazowy) można wyróżnić silniki spalinowe tłokowe, turbinowe oraz odrzutowy.
Najczęściej spotykane konfiguracje:
- silnik spalinowy tłokowy o ruchu posuwisto-zwrotnym tłoka – najczęściej spotykany silnik samochodów, jako napęd główny i pomocniczy siłowni okrętowych, a nawet jako napęd generatorów awaryjnych w elektrowniach atomowych. Moce największych spalinowych silników okrętowych sięgają 80 MW, a średnice cylindra 1050 mm. Jest to silnik spalania zamkniętego.
- silnik spalinowy tłokowy o tłoku rotacyjnym – zwany też silnikiem Wankla, spotykany rzadko w motoryzacji, jest to silnik spalania zamkniętego
- silnik Stirlinga o chemicznym źródle ciepła (silnik tego typu może też korzystać z innych źródeł ciepła niż spalanie), jest to silnik spalania otwartego.
- silnik turbowałowy jest to silnik turbinowy, z którego moc mechaniczna odbierana jest z wału wirnika turbiny, używany głównie w lotnictwie (silniki turbośmigłowe, śmigłowcowe), w energetyce (siłownia gazowa, układ gazowo-parowy), do napędu śrub okrętowych, sporadycznie w kolejnictwie, jeszcze rzadziej w motoryzacji.

## Wielkości charakteryzujące silniki spalinowe
- Objętość skokowa (dla silników tłokowych) – zsumowana różnica pomiędzy maksymalną a minimalną objętością każdego z cylindrów w silniku spalinowym wyrażana w centymetrach sześciennych (cm³, ccm).
- Stopień sprężania (dla silników tłokowych) – stosunek przestrzeni nad tłokiem w końcowej fazie ssania do przestrzeni nad tłokiem w końcowej fazie sprężania. Stopień sprężania obliczamy ze wzoru:

{\displaystyle E={\frac {V_{c}}{V_{k}}}}
gdzie {\displaystyle V_{c}} to objętość nad tłokiem po suwie ssania, a {\displaystyle V_{k}} to objętość nad tłokiem po suwie sprężania.
- Prędkość obrotowa – wielkość określająca ilość obrotów wału korbowego na minutę. Jednostka:

{\displaystyle \omega ={\frac {n}{t}}\,\,\left[{\frac {\text{obr.}}{\text{min.}}}\right]}
- Maksymalny moment obrotowy – maksymalny moment obrotowy przekazywany z wału silnika do układu napędowego.
- Moc silnika – stosunek wykonywanej pracy do czasu jej wykonania. Jednostki mocy:
  - 1 KM = 0,736 kW
  - 1 kW = 1,36 KM
- Objętościowy wskaźnik mocy (dla silników tłokowych) – stosunek mocy silnika do objętości wszystkich cylindrów w końcowej fazie suwu ssania.

{\displaystyle Pr={\frac {P}{Vss}}\,\,\left[{\frac {\text{kW}}{{\text{dm}}^{3}}}\right]}
- Jednostkowa moc wewnętrzna (dla silników turbinowych) – stosunek mocy wewnętrznej silnika turbowałowego do strumienia masy czynnika na wlocie do silnika:

{\displaystyle N_{w}={\frac {N_{i}}{G_{0}}}}
gdzie {\displaystyle N_{i}} – moc wewnętrzna turbiny [W], {\displaystyle G_{0}} – strumień masy czynnika na wlocie do układu samochodu.

## Historia
Autorem koncepcji silnika spalinowego był Philippe Lebon, a pierwszy silnik, który znalazł zastosowanie, stworzył Étienne Lenoir w roku 1860.